# Physocleora semirufa
Physocleora semirufa är en fjärilsart som beskrevs av Paul Dognin 1912. Physocleora semirufa ingår i släktet Physocleora och familjen mätare. Inga underarter finns listade i Catalogue of Life.